# Parancistrocerus enyo
Parancistrocerus enyo är en stekelart som först beskrevs av Amédée Louis Michel Lepeletier 1841.  Parancistrocerus enyo ingår i släktet Parancistrocerus och familjen Eumenidae. Inga underarter finns listade i Catalogue of Life.